# Fauveliopsis glabra
Fauveliopsis glabra är en ringmaskart som först beskrevs av Hartman 1960.  Fauveliopsis glabra ingår i släktet Fauveliopsis och familjen Fauveliopsidae. Inga underarter finns listade i Catalogue of Life.